# شعبة الطل (ملحان)

تعديل مصدري - تعديل

شعبة الطل هي إحدى قرى عزلة القبلة بمديرية ملحان التابعة لمحافظة المحويت، بلغ تعداد سكانها 369 نسمة حسب تعداد اليمن لعام 2004.